# Comanthosphace ningpoensis
Comanthosphace ningpoensis là một loài thực vật có hoa trong họ Hoa môi. Loài này được (Hemsl.) Hand.-Mazz. mô tả khoa học đầu tiên năm 1936.